# Baron Clifton
Baron Clifton ist ein erblicher britischer Adelstitel, der zweimal in der Peerage of England und einmal in der Peerage of Ireland verliehen wurde.

## Verleihungen und weitere Titel
Erstmals wurde der Titel Baron Clifton in der Peerage of England am 1. Dezember 1376 für John de Clifton geschaffen, als dieser per Writ of Summons ins Parlament einberufen wurde. Beim Tod des 3. Barons im Dezember 1447 fiel der Titel in Abeyance und ruht seither.
Am 9. Juli 1608 wurde in der Peerage of England der Titel Baron Clifton, of Leighton Bromswold in the County of Huntingdon, durch Writ of Summons an Sir Gervase Clifton verliehen.
Für den Ehemann der 10. Baroness Clifton, John Bligh wurde am 14. September 1721 in der Peerage of Ireland der Titel Baron Clifton, of Rathmore in the County of Meath geschaffen. Er wurde zudem am 7. März 1723 Viscount Darnley und am 29. Juni 1725 zum Earl of Darnley, beide in der Peerage of Ireland, erhoben. Als sein Sohn Edward Bligh die Titel beider Elternteile erbte, waren die englische und die irische Baronie Clifton vereinigt. Im Gegensatz zum irischen Titel ist der englische Titel als Barony by writ auch in weiblicher Linie vererbbar, weshalb am 31. Oktober 1900, beim Tod des 7. Earls der englische Baronstitel an Elizabeth Bligh, 17. Baroness Clifton fiel während die irischen Titel an Ivo Bligh, 8. Earl of Darnley übergingen. Nach beider Tod vereinigte deren Erbe Esme Bligh, 9. Earl of Darnley, 18. Baron Clifton die Titel erneut. Heutiger Inhaber der Titel ist Adam Bligh, 11. Earl of Darnley.

## Liste der Barone Clifton

### Barone Clifton (1376)
- John de Clifton, 1. Baron Clifton († 1388)
- Constantine de Clifton, 2. Baron Clifton (1372–1395)
- John de Clifton, 3. Baron Clifton (um 1394–1447) (in Abeyance)

### Barone Clifton (of Leighton Bromswold, 1608)
- Gervase Clifton, 1. Baron Clifton († 1618)
- Katherine Steward, Duchess of Lennox, 2. Baroness Clifton (um 1592–1637)
- James Stewart, 4. Duke of Lennox, 3. Baron Clifton (1612–1655)
- Esmé Stewart, 5. Duke of Lennox, 4. Baron Clifton (1649–1660)
- Mary Butler, Countess of Arran, 5. Baroness Clifton (1651–1668)
- Charles Stewart, 6. Duke of Lennox, 6. Baron Clifton (1639–1672)
- Katherine O’Brien, 7. Baroness Clifton (um 1640–1702)
- Katherine Hyde, 8. Baroness Clifton (1663–1706)
- Edward Hyde, Viscount Cornbury, 9. Baron Clifton (1691–1713)
- Theodosia Bligh, 10. Baroness Clifton (1695–1722)
- Edward Bligh, 2. Earl of Darnley, 11. und 2. Baron Clifton (1715–1747)
- John Bligh, 3. Earl of Darnley, 12. und 3. Baron Clifton (1719–1781)
- John Bligh, 4. Earl of Darnley, 13. und 4. Baron Clifton (1767–1831)
- Edward Bligh, 5. Earl of Darnley, 14. und 5. Baron Clifton (1795–1835)
- John Bligh, 6. Earl of Darnley, 15. und 6. Baron Clifton (1827–1896)
- Edward Bligh, 7. Earl of Darnley, 16. und 7. Baron Clifton (1851–1900)
- Elizabeth Bligh, 17. Baroness Clifton (1900–1937)
- Esme Bligh, 9. Earl of Darnley, 18. und 9. Baron Clifton (1886–1955)
- Peter Bligh, 10. Earl of Darnley, 19. und 10. Baron Clifton (1915–1980)
- Adam Bligh, 11. Earl of Darnley, 20. und 11. Baron Clifton (* 1941)

Voraussichtlicher Titelerbe (Heir apparent) ist Ivo Donald Bligh, Lord Clifton (* 1968).

### Barone Clifton (of Rathmore, 1721)
- John Bligh, 1. Earl of Darnley, 1. Baron Clifton (1687–1728)
- Edward Bligh, 2. Earl of Darnley, 11. und 2. Baron Clifton (1715–1747)
- John Bligh, 3. Earl of Darnley, 12. und 3. Baron Clifton (1719–1781)
- John Bligh, 4. Earl of Darnley, 13. und 4. Baron Clifton (1767–1831)
- Edward Bligh, 5. Earl of Darnley, 14. und 5. Baron Clifton (1795–1835)
- John Bligh, 6. Earl of Darnley, 15. und 6. Baron Clifton (1827–1896)
- Edward Bligh, 7. Earl of Darnley, 16. und 7. Baron Clifton (1851–1900)
- Ivo Bligh, 8. Earl of Darnley, 8. Baron Clifton (1859–1927)

Nachfolger siehe oben – 9. Earl of Darnley, 18. und 9. Baron Clifton